# Lucious Jackson
Lucious Brown „Luke” Jackson, Jr. (ur. 31 października 1941 w San Marcos, zm. 12 października 2022 w Houston) – amerykański koszykarz, skrzydłowy, mistrz olimpijski z Tokio oraz mistrz NBA, uczestnik NBA All-Star Game.
W 1991 roku powstał żeński zespół rockowy o nazwie Luscious Jackson, inspirowany właśnie jego osobą.

## Osiągnięcia
NBA
- Mistrz NBA (1967)[3]
- Uczestnik meczu gwiazd:
  - NBA (1965)[4]
  - Legend NBA (1989)[6]
- Wybrany do I składu debiutantów NBA (1965)[7]

Reprezentacja
- Mistrz:
  - olimpijski (1964)[2]
  - igrzysk panamerykańskich (1963)[8]
- Uczestnik mistrzostw świata (1963 – 4. miejsce)[9]